# Kallnach
Kallnach (en francés Chouchignies) es una comuna suiza del cantón de Berna, situada en el distrito administrativo del Seeland. Limita al norte con la comuna de Bargen, al este con Radelfingen, al sureste con Golaten, al sur con Fräschels (FR) y Kerzers (FR), y al oeste con Treiten, Finsterhennen y Siselen.
Hasta el 31 de diciembre de 2009 situada en el distrito de Aarberg. Desde el 1 de enero de 2013 incluye el territorio de la antigua comuna de Niederried bei Kallnach.

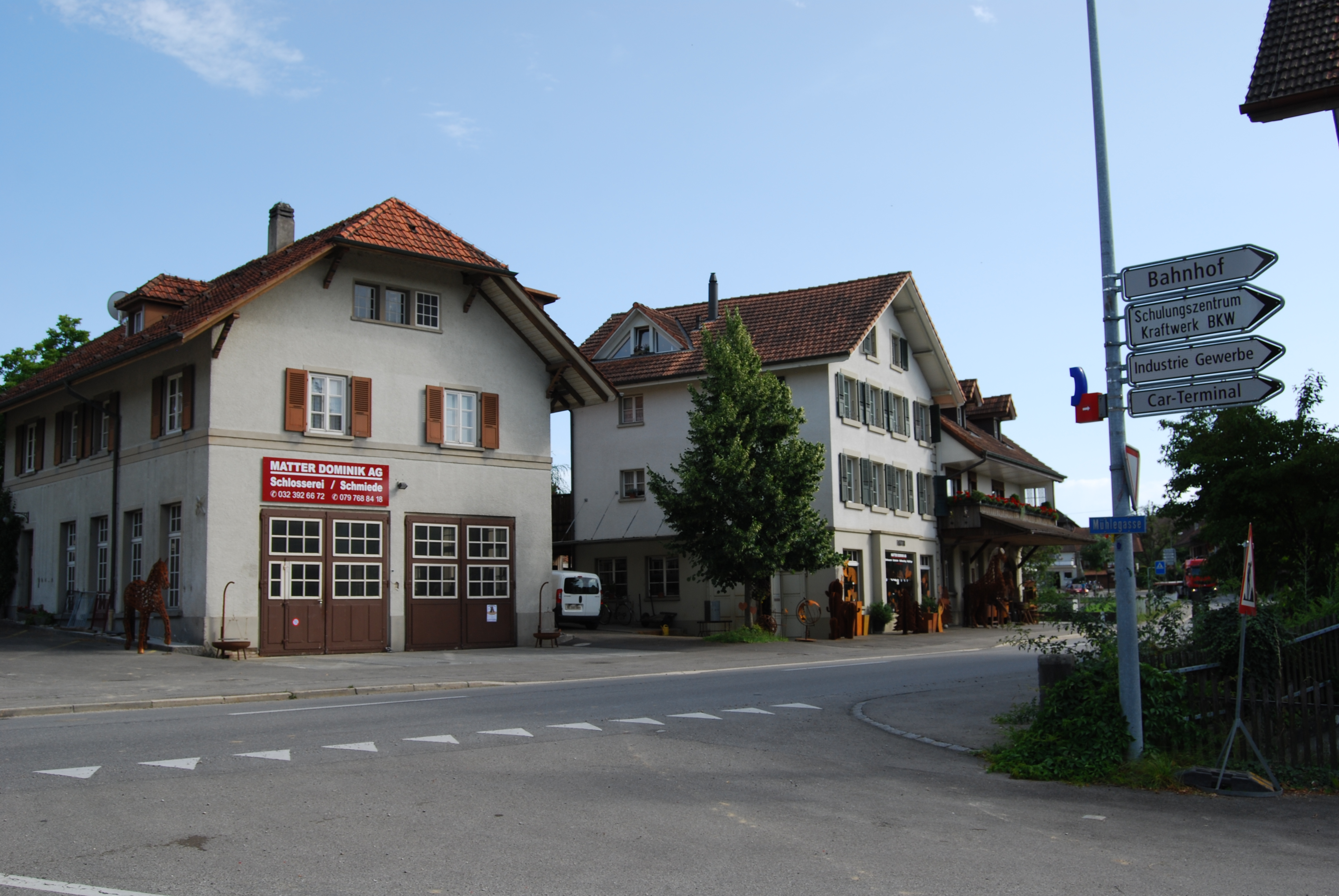
Kallnach

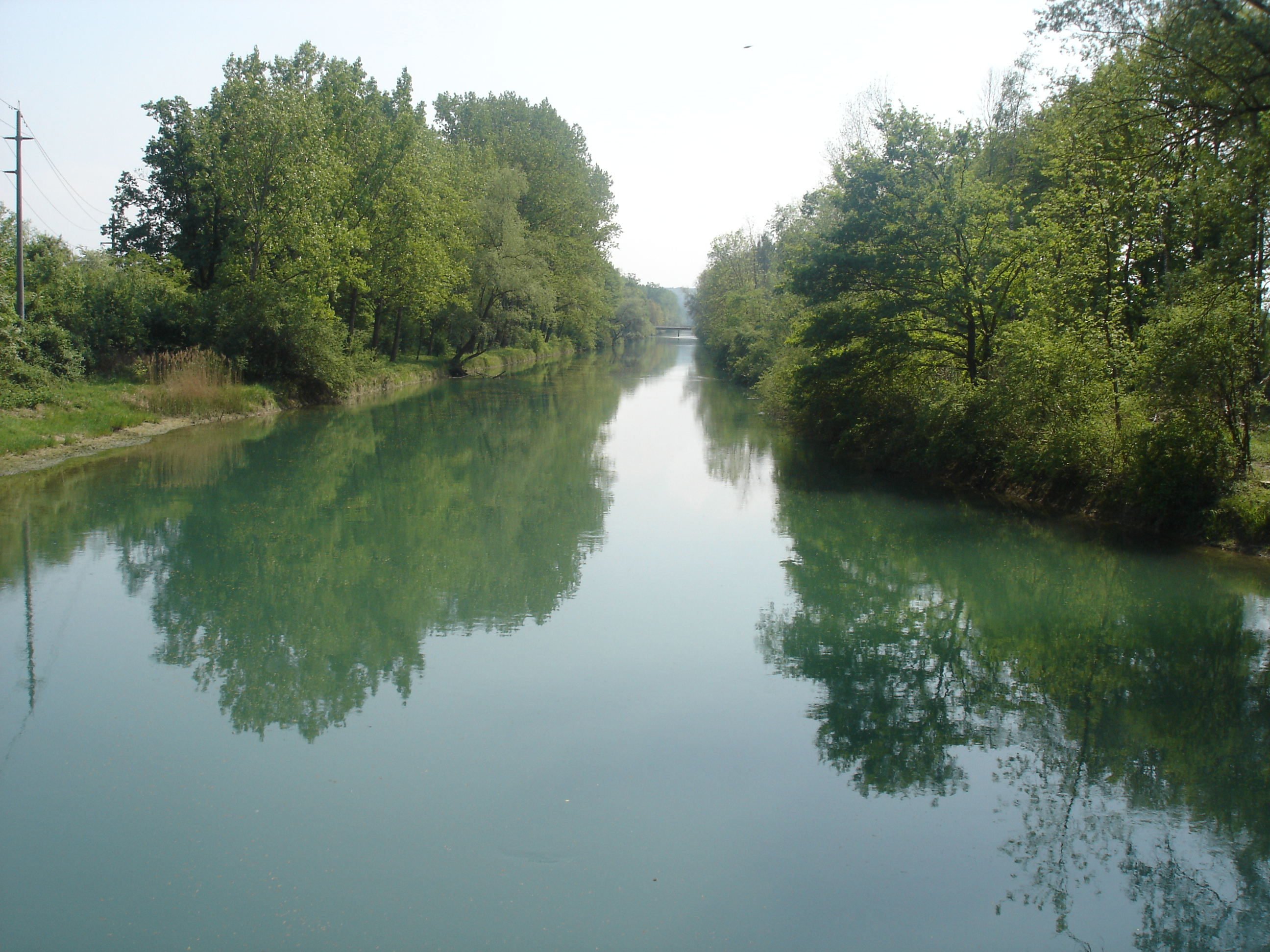
Unterwassekanal en Kallnach.

## Transporte
Ferrocarril
Cuenta con una estación en la que efectúan parada trenes regionales que la comunican con las comunas vecinas.